# Waltraud Trapp
Waltraud Trapp – verheiratet Becker – (* 22. Februar 1940) ist eine deutsche Tischtennis-Spielerin. Sie nahm an der Weltmeisterschaft 1959 teil.
In der ITTF-Datenbank wird sie fälschlich mit dem Vornamen Ingrid aufgeführt.

## Werdegang
Trapp begann ihre Laufbahn beim rheinhessischen Verein TSG Pfeddersheim. 1957/58 und 1958/59 gewann sie die Verbandsmeisterschaft des Rheinhessischen Tischtennis-Verbandes. Anfang der 1960er Jahre spielte sie mit der Damenmannschaft des TSG Pfeddersheim in der Oberliga, der damals höchsten deutschen Spielklasse.
1959 wurde sie für die Individualwettbewerbe der Weltmeisterschaft in Dortmund nominiert. Hier siegte sie im Einzel gegen Maria Van Kempen (Belgien), indem sie im entscheidenden fünften Satz einen 3:16-Rückstand noch in einen 22:20-Satzgewinn drehte. In der zweiten Runde verlor sie gegen Danuta Szmidt (Polen). Im Doppel mit Karin Gier schied sie in der ersten Runde gegen Eva Kroupova/Libuse Grafkova (CSSR) aus. Im Mixed an der Seite des Australiers Michael Wilcox erreichte in einem 128er Feld sie die Runde der letzten 32.
In den 1960er Jahren heiratete sie Willi Becker, den damaligen Abteilungsleiter des TSG Pfeddersheim. 1964 verließ sie den Verein. Ende der 1980er Jahre spielte sie mit TSG 1900 Zellertal in der Zweiten Bundesliga.

## Turnierergebnisse
| Verband | Veranstaltung     | Jahr | Ort      | Land | Einzel    | Doppel    | Mixed     | Team |
| ------- | ----------------- | ---- | -------- | ---- | --------- | --------- | --------- | ---- |
| FRG     | Weltmeisterschaft | 1959 | Dortmund | FRG  | letzte 64 | letzte 64 | letzte 32 |      |